# Shigella dysenteriae
Shigella dysenteriae ist ein nicht sporenbildendes, Gram-negatives, stäbchenförmiges, fakultativ-anaerobes und nicht-bewegliches Bakterium. Es ist benannt dem japanischen Mikrobiologen Kiyoshi Shiga, der unabhängig von und zeitgleich mit dem deutschen Hygieniker Walter Kruse 1897 den Erreger entdeckte, sowie dem als Hauptsymptom einer Infektion auftretenden Durchfall (Dysenterie). Genetisch, morphologisch und physiologisch ist es eng verwandt mit Escherichia coli.
Shigella dysenteriae ist, primär für den Menschen, in der Regel pathogen und verursacht vor allem Bauchschmerzen und Durchfallerkrankungen. Häufigster Infektionsweg ist die Aufnahme über verunreinigte Lebensmittel, insbesondere durch Fäkalien kontaminiertes Trinkwasser.

## Eigenschaften

### Morphologie und Physiologie
Shigella dysenteriae ist ein gramnegatives und fakultativ anaerobes Bakterium. Die Zellen sind stäbchenförmig. Shigella dysenteriae bildet keine Sporen und ist eng mit Escherichia coli verwandt. Beide Arten zählen zur Familie der Enterobakterien, zu der auch die Yersinien, die Klebsiellen und die Gattung Citrobacter gehören, und sind sich morphologisch und physiologisch sehr ähnlich. Durch einige biochemische Tests sind sie unterscheidbar. So kann Shigella dysenteriae im Gegensatz zu Escherichia coli Lactose nicht abbauen, weiter verfügt Shigella nicht über eine Decarboxylase zum Abbau von Lysin. Auch über serologische Methoden lassen sich beide Arten unterscheiden.

### Nachweis
Der klinische Nachweis von Shigella dysenteriae erfolgt durch mikroskopische Untersuchung einer Stuhlprobe sowie Anreicherungskultur mit selektiven Nährmedien. Die Identifizierung ist mittels biochemischer Tests oder durch spezifische Antikörper möglich, ebenso wie ein Nachweis mittels Polymerase-Kettenreaktion (PCR) und anschließende Hybridisierung mit spezifischen DNA-Sonden. Shigellen können auf Toilettenbrillen über 14 Tage überleben. Eine Stuhlprobe sollte aber innerhalb von drei Stunden bearbeitet werden. Als Alternative bietet sich daher ein Rektalabstrich an.

## Pathogenität
Bereits zehn bis 200 Keime sind ausreichend für eine Infektion mit Shigella dysenteriae, die auch als Bakterienruhr oder Shigellose bezeichnet wird. Hauptsymptome sind krampfartige Bauchschmerzen, plötzlich auftretendes hohes Fieber und Durchfall, gelegentlich auch Erbrechen. Hauptverantwortlich für diese Symptome sind die von den Bakterien produzierten Shigella-Enterotoxine. Shiga-Toxin, auch von einigen enterohämorrhagischen Escherichia coli gebildet, führt zusätzlich dazu, dass die ausgeschiedenen Fäkalien in rund 70 Prozent der Fälle bluthaltig sind. Insbesondere bei Kindern kann daher ein Hämolytisch-urämisches Syndrom auftreten. Die Inkubationszeit bis zum Auftreten der ersten Symptome beträgt in der Regel ein bis zwei Tage, die Dauer einer unbehandelten Infektion fünf bis sieben Tage. Epidemien können auftreten in Regionen mit mangelhafter Hygiene und unzureichender medizinischer Versorgung. Die Letalität beträgt dann rund fünf bis 15 Prozent.
Vor allem bei Kindern und älteren Menschen ist eine Infektion oft behandlungsbedürftig. Eine antibiotische Therapie erfolgt in der Regel mit Ciprofloxacin und Ampicillin. Bei schwerwiegendem Flüssigkeitsverlust (Dehydratation) aufgrund des Durchfalls werden darüber hinaus peroral oder intravenös elektrolythaltige Flüssigkeiten zugeführt. Zur Prävention ist vor allem die Einhaltung entsprechender Hygienevorschriften sowie die ordnungsgemäße Zubereitung und Lagerung von Lebensmitteln notwendig.
Der Verdacht auf eine Infektion mit Shigella dysenteriae sowie bestätigte Erkrankungsfälle, Todesfälle und Dauerausscheider sind in Deutschland nach dem Infektionsschutzgesetz meldepflichtig.